# Cmentarz żydowski w Swarzędzu
Cmentarz żydowski w Swarzędzu – kirkut mieścił się w Swarzędzu przy zbiegu ul. Poznańskiej i ul. Jesionowej (w obrębie cmentarza pozostaje ul. Harcerska). 
Powstał zapewne w drugiej połowie XVIII wieku. Otoczony był ażurowym, ceglanym płotem z żelazną bramą. Od strony szosy stały: dom grabarza, dom przedpogrzebowy i szopa na narzędzia. W czasie okupacji został zdewastowany przez hitlerowców, którzy zmusili polskie dzieci do rozkruszania macew oraz rozbiórki ogrodzenia. Gruz wykorzystano następnie do różnych prac budowlanych.
Obecnie zachowały się drzewa rosnące na terenie nekropolii, natomiast po macewach nie ma żadnego śladu. Na jego terenie stoi komunalny dom mieszkalny przy ul. Harcerskiej oraz dawny żłobek Swarzędzkich Fabryk Mebli przy ul. Poznańskiej, późniejszy budynek zarządu Swarzędz Meble S.A.. Budynek ten powstał w latach 50. XX wieku. Obiekt został odkupiony przez gminę Swarzędz od likwidatora spółki i przeznaczony na cele kulturalno-edukacyjne – mieści się w nim „Swarzędzkie Centrum Integracji, Tolerancji i Kultury”.
7 marca 2012 w Warszawie, przed Komisją Regulacyjną do spraw Gmin Wyznaniowych Żydowskich, została zawarta ugoda pomiędzy Związkiem Gmin Wyznaniowych Żydowskich w RP a gminą Swarzędz i Skarbem Państwa. Związek zrzekł się wszelkich roszczeń do gruntów po cmentarzu, które pozostaną na zawsze własnością gminy Swarzędz. Gmina zobowiązała się uporządkować teren i w przyszłości urządzić park, jak również oznaczyć to miejsce tablicami upamiętniającymi jego historię i wystawić obelisk o charakterze ekumenicznym, upamiętniający wszystkie swarzędzkie ofiary II wojny światowej.